# Risamena
Risamena is een Molukse naam die behoort aan een familie verbonden aan het dorp Sila op het eiland Nusa Laut. In oude tijden van de Molukse geschiedenis is deze naam toegewezen aan een lid van de familie Kiriwenno. De geschiedenis van deze toewijzing is op schrift gesteld. Echter, minder bekend is toewijzing aan een lid van de familie Ohello. De betekenis van de naam Risamena is Hij die voorop gaat in het gevecht.  Risa of Lisa betekent oorlog en mena betekent voor.